# Châteauneuf-de-Galaure
Châteauneuf-de-Galaure (francoprovençal: Châtélnôf-de-Goualôro) és un municipi francès situat al departament de la Droma i a la regió d'Alvèrnia-Roine-Alps. L'any 2007 tenia 1.497 habitants.

## Demografia

### Població
El 2007 la població de fet de Châteauneuf-de-Galaure era de 1.497 persones. Hi havia 536 famílies de les quals 187 eren unipersonals (45 homes vivint sols i 142 dones vivint soles), 158 parelles sense fills, 150 parelles amb fills i 41 famílies monoparentals amb fills.
La població ha evolucionat segons el següent gràfic:
Habitants censats

### Habitatges
El 2007 hi havia 630 habitatges, 543 eren l'habitatge principal de la família, 42 eren segones residències i 45 estaven desocupats. 508 eren cases i 117 eren apartaments. Dels 543 habitatges principals, 338 estaven ocupats pels seus propietaris, 193 estaven llogats i ocupats pels llogaters i 12 estaven cedits a títol gratuït; 10 tenien una cambra, 37 en tenien dues, 93 en tenien tres, 132 en tenien quatre i 271 en tenien cinc o més. 393 habitatges disposaven pel capbaix d'una plaça de pàrquing. A 256 habitatges hi havia un automòbil i a 215 n'hi havia dos o més.

### Piràmide de població
La piràmide de població per edats i sexe el 2009 era:
| Homes | Edats   | Dones |
| ----- | ------- | ----- |
| 0     | 95 o +  | 4     |
| 12    | 90 a 94 | 16    |
| 12    | 85 a 89 | 24    |
| 24    | 80 a 84 | 20    |
| 24    | 75 a 79 | 40    |
| 20    | 70 a 74 | 36    |
| 36    | 65 a 69 | 44    |
| 24    | 60 a 64 | 56    |
| 28    | 55 a 59 | 48    |
| 48    | 50 a 54 | 64    |
| 40    | 45 a 49 | 52    |
| 56    | 40 a 44 | 56    |
| 16    | 35 a 39 | 40    |
| 28    | 30 a 34 | 16    |
| 28    | 25 a 29 | 40    |
| 12    | 20 a 24 | 32    |
| 64    | 15 a 19 | 32    |
| 48    | 10 a 14 | 32    |
| 32    | 5 a 9   | 24    |
| 40    | 0 a 4   | 28    |

## Economia
El 2007 la població en edat de treballar era de 910 persones, 582 eren actives i 328 eren inactives. De les 582 persones actives 535 estaven ocupades (266 homes i 269 dones) i 46 estaven aturades (19 homes i 27 dones). De les 328 persones inactives 78 estaven jubilades, 163 estaven estudiant i 87 estaven classificades com a «altres inactius».

### Ingressos
El 2009 a Châteauneuf-de-Galaure hi havia 566 unitats fiscals que integraven 1.377 persones, la mediana anual d'ingressos fiscals per persona era de 14.955 €.

### Activitats econòmiques
Dels 82 establiments que hi havia el 2007, 3 eren d'empreses alimentàries, 1 d'una empresa de fabricació d'altres productes industrials, 9 d'empreses de construcció, 18 d'empreses de comerç i reparació d'automòbils, 2 d'empreses de transport, 8 d'empreses d'hostatgeria i restauració, 3 d'empreses financeres, 3 d'empreses immobiliàries, 14 d'empreses de serveis, 16 d'entitats de l'administració pública i 5 d'empreses classificades com a «altres activitats de serveis».
Dels 24 establiments de servei als particulars que hi havia el 2009, 1 era una oficina de correu, 3 oficines bancàries, 2 tallers de reparació d'automòbils i de material agrícola, 1 taller d'inspecció tècnica de vehicles, 1 establiment de lloguer de cotxes, 1 autoescola, 2 paletes, 3 fusteries, 1 lampisteria, 1 empresa de construcció, 1 perruqueria, 4 restaurants, 2 agències immobiliàries i 1 saló de bellesa.
Dels 8 establiments comercials que hi havia el 2009, 1 era una botiga de més de 120 m², 3 fleques, 1 una carnisseria, 1 una llibreria, 1 una botiga de material esportiu i 1 una floristeria.
L'any 2000 a Châteauneuf-de-Galaure hi havia 37 explotacions agrícoles que ocupaven un total de 810 hectàrees.

## Equipaments sanitaris i escolars
El 2009 hi havia 1 farmàcia i 1 ambulància.
El 2009 hi havia 3 escoles elementals. A Châteauneuf-de-Galaure hi havia 2 col·legis d'educació secundària i 2 liceus d'ensenyament general. Als col·legis d'educació secundària hi havia 376 alumnes i als liceus d'ensenyament general 322.

## Poblacions més properes
El següent diagrama mostra les poblacions més properes.